# Aninoasa, Gorj
Aninoasa este satul de reședință al comunei cu același nume din județul Gorj, Oltenia, România.

## Personalități
- Elie Dulcu (1908 - 1994), scriitor, editor și traducător
- Ilie Văduva (1934 - 1998), om politic comunist, ministru, ambasador

 Acest articol despre o localitate din județul Gorj este deocamdată un ciot. Puteți ajuta Wikipedia prin completarea lui.